# Pelaje

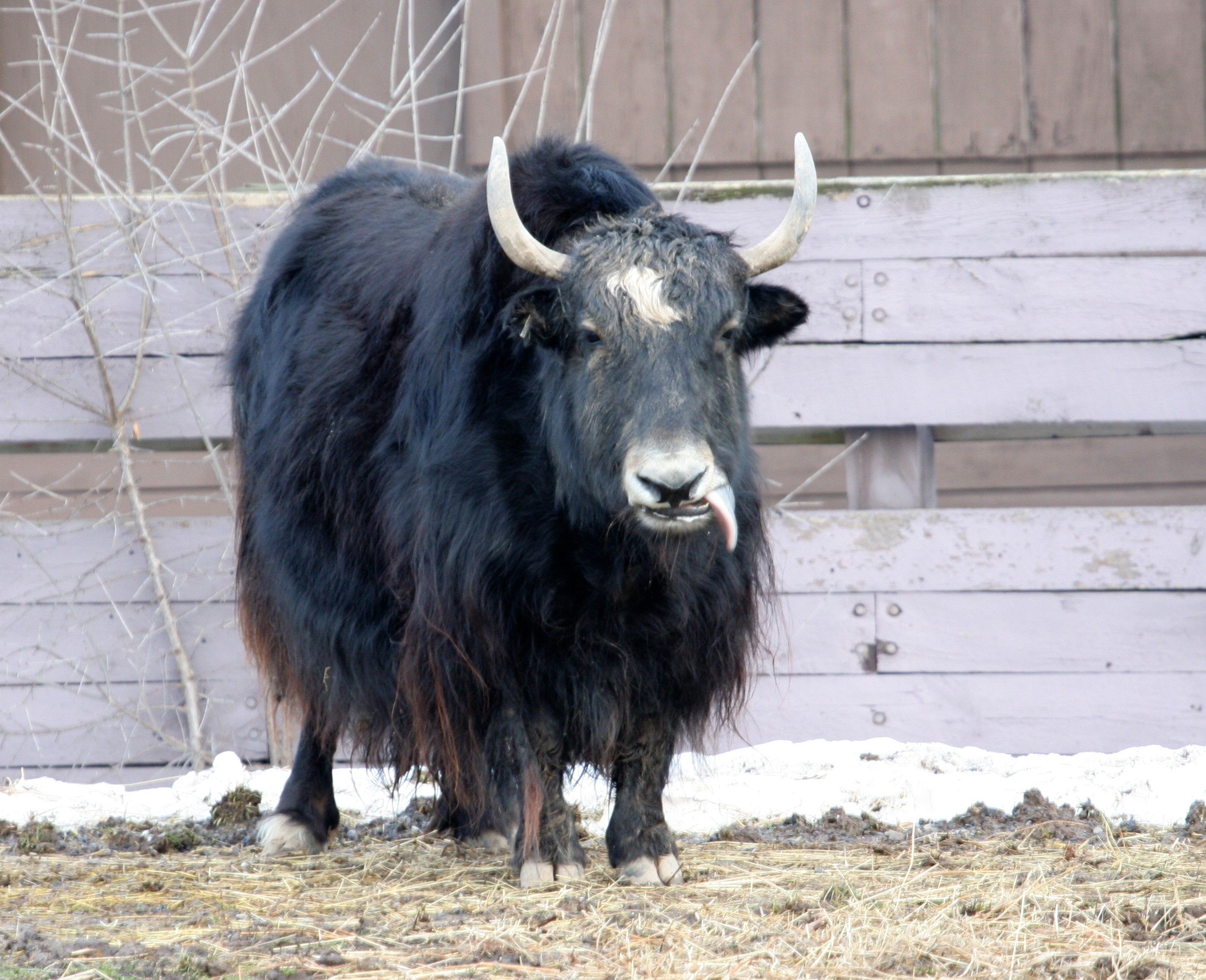
El yak tibetano ha desarrollado un denso pelaje como protección contra el frío.

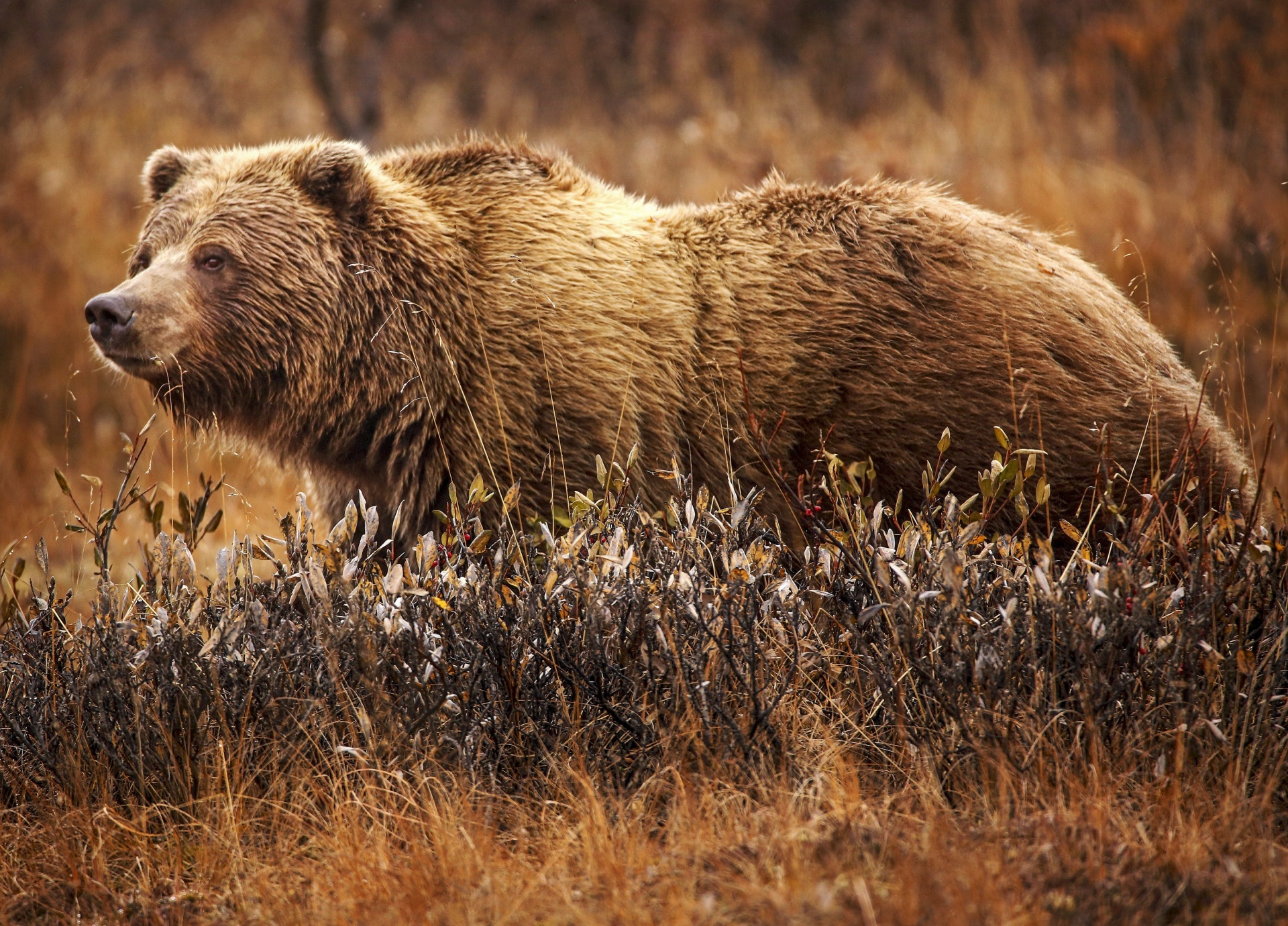
Como muchos mamíferos, los osos grizzly están cubiertos de un espeso pelaje.

El pelaje o pelamen es un crecimiento espeso de pelo que cubre la piel de muchos animales diferentes, particularmente mamíferos  a excepción del ser humano. Consiste en una combinación de pelo protector graso en la parte superior y un pelaje grueso debajo. El pelo protector evita que la humedad llegue a la piel; el pelaje actúa como una manta aislante que mantiene al animal caliente.
El pelaje varía mucho entre diferentes especies según la forma en la que se han adaptado a su entorno. Así, existen varias especies de mamíferos «desnudos» como los perros sin pelo, la rata topo desnuda o el propio ser humano que tiene pelo solamente en algunas zonas del cuerpo.
El pelaje es una fanera que junto a la piel forma parte del sistema integumentario.
El uso comercial de las pieles de animales es controvertido, siendo muy criticado desde las asociaciones de protección de los animales, lo cual ha provocado que en muchas de estas aplicaciones sean sustituidas por pieles sintéticas.
El pelaje de los mamíferos tiene muchos usos: protección, fines sensoriales, impermeabilización y camuflaje, siendo el uso principal la termorregulación. Los tipos de pelo incluyen: : 99 
- definitivo, que puede ser desprendida después de alcanzar cierta longitud;
- vibrisas, que son pelos sensoriales y suelen ser bigotes;
- El pelaje, que consiste en pelos de guarda, pelos interiores y pelos de la piel;
- espinas, que son un tipo de pelo de guarda rígido utilizado para la defensa en, por ejemplo, puercoespín;
- cerdas, que son pelos largos que suelen utilizarse en las señales visuales, como la melena de un león;
- velli, a menudo llamado "pelo de plumón", que aísla a los mamíferos recién nacidos; y
- lana, que es larga, suave y a menudo rizada.

La longitud del pelo es insignificante en la termorregulación, ya que algunos mamíferos tropicales, como los perezosos, tienen la misma longitud de pelaje que algunos mamíferos árticos pero con menos aislamiento; y, a la inversa, otros mamíferos tropicales con pelo corto tienen el mismo valor aislante que los mamíferos árticos. La densidad del pelaje puede aumentar el valor aislante de un animal, y los mamíferos árticos tienen especialmente un pelaje denso; por ejemplo, el buey almizclero tiene pelos de guarda que miden 30 cm (12 pulgadas), así como una densa piel interior, que forma un pelaje hermético, lo que les permite sobrevivir a temperaturas de −40 grados Celsius (−40 °F).: 162–163  Algunos mamíferos del desierto, como los camellos, utilizan un denso pelaje para evitar que el calor solar llegue a su piel, lo que permite al animal mantenerse fresco; el pelaje de un camello puede alcanzar los 70 grados Celsius (158 °F) en verano, pero la piel se mantiene a 40 grados Celsius (104 °F).: 188  Los mamíferos acuáticos, por el contrario, atrapan el aire en su pelaje para conservar el calor manteniendo la piel seca.: 162–163 

## Coloración
El pelaje de los mamíferos está coloreado por una variedad de razones, las principales presiones selectivas incluyen el camuflaje, la selección sexual, la comunicación y los procesos fisiológicos como la regulación de la temperatura. El camuflaje es una poderosa influencia en muchos mamíferos, ya que ayuda a ocultar a los individuos de los depredadores o presas. El aposematismo, que advierte de posibles depredadores, es la explicación más probable del pelaje blanco y negro de muchos mamíferos que son capaces de defenderse, como el maloliente zorrillo y el poderoso y agresivo tejón de la miel. En mamíferos árticos y subárticos como el zorro ártico (Alopex lagopus), lemming de collar (Dicrostonyx groenlandicus),  armiño (Mustela ermine) y liebre americana (Lepus americanus), el cambio de color estacional entre marrón en verano y blanco en invierno se debe en gran parte al camuflaje. Las diferencias en el color del pelaje de las hembras y los machos pueden indicar nutrición y niveles hormonales, importantes en la selección de pareja. Algunos mamíferos arbóreos, en particular primates y marsupiales, tienen tonos de piel violeta, verde o azul en partes de sus cuerpos, lo que indica una clara ventaja en su hábitat principalmente arbóreo debido a la evolución convergente. La coloración verde de los perezosos, sin embargo, es el resultado de una relación simbiótica con las algas. El color del pelaje es a veces sexualmente dimórfico, como en muchas especies de primates. El color del pelaje puede influir en la capacidad de retener el calor, según la cantidad de luz que se refleje. Los mamíferos con pelaje de color más oscuro pueden absorber más calor de la radiación solar y permanecer más calientes; algunos mamíferos más pequeños, como los campañoles, tienen un pelaje más oscuro en el invierno. El pelaje blanco y sin pigmentos de los mamíferos árticos, como el oso polar, puede reflejar más radiación solar directamente sobre la piel.: 166–167 

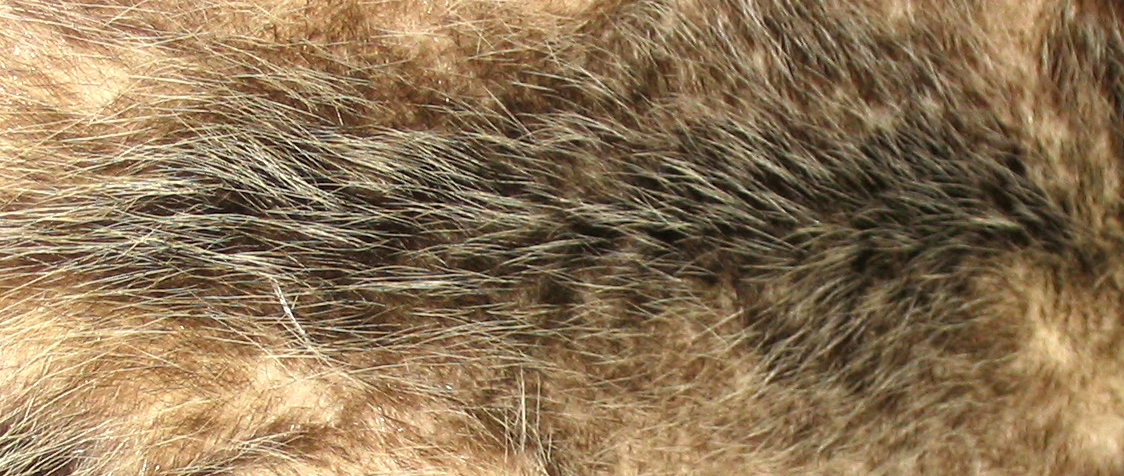
Pelaje de Zarigüeya.

## Etimología
El término pelaje: primer uso conocido en inglés c.  1828 (francés, del francés medio, de poil para 'pelo', del francés antiguo peilss, del latín pilus): a veces se usa para referirse al pelaje completo de un animal. El término piel también se usa para referirse a pieles de animales que se han transformado en cuero con el pelo aún adherido. Las palabras pelaje o furry también se usan, de forma más casual, para referirse a crecimientos o formaciones similares a pelos, particularmente cuando el sujeto al que se hace referencia exhibe una densa capa de "pelos" finos y suaves. Si se coloca en capas, en lugar de crecer como una sola capa, puede consistir en pelos cortos hacia abajo, pelos de protección largos y, en algunos casos, pelos medianos en las aristas. Los mamíferos con cantidades reducidas de pelaje a menudo se denominan "desnudos", como la rata topo desnuda, o "sin pelo", como los perros sin pelo.
Un animal con pelaje comercialmente valioso se conoce dentro de la industria peletera como portador de pieles. El uso de pieles como vestimenta o decoración es controvertido; los defensores del bienestar animal se oponen a la captura y matanza de animales salvajes, y al confinamiento y matanza de animales en granjas peleteras.

## Composición

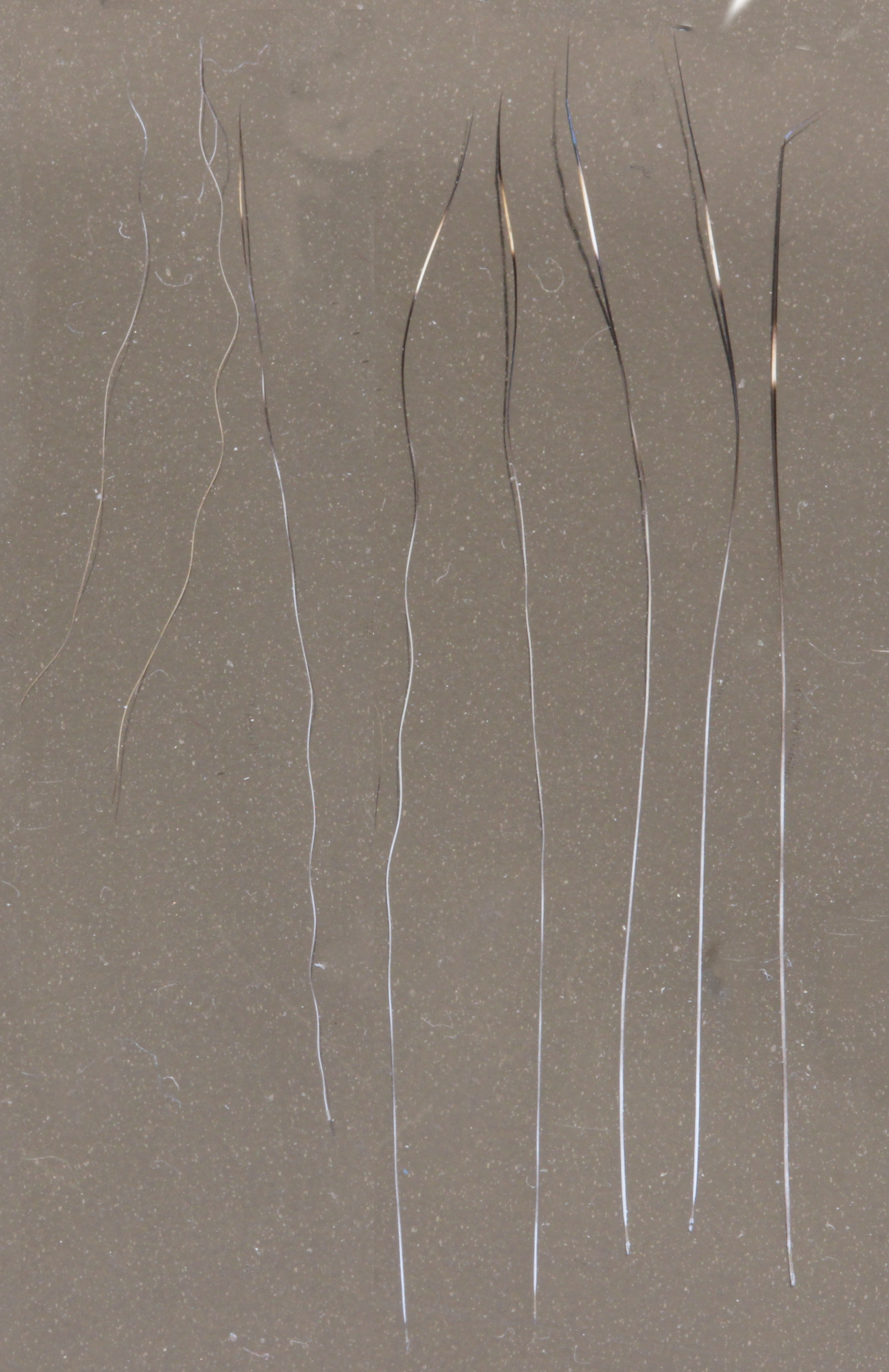
Pelo interior, awn y protector de un gato doméstico.

Se sabe que la disposición moderna del pelaje de los mamíferos se remonta a los docodontes, haramiyidas y eutriconodonta, con especímenes de Castorocauda, Megaconus y Spinolestes que conservan los folículos compuestos con pelo protector y pelo interior.
El pelaje puede constar de tres capas, cada una con un tipo de pelo diferente.

### Pelo interno
El pelo interno (también conocido como pelo interior, plumón o subpelo) es la capa interior, compuesta de pelos ondulados o rizados sin segmentos rectos ni puntas afiladas. Los pelos internos, que también son planos, tienden a ser los más cortos y numerosos en el pelaje. La termorregulación es la función principal del plumón, que aísla una capa de aire seco junto a la piel.

### Pelo awn
El pelo awn puede considerarse un híbrido, que cierra la brecha entre las características claramente diferentes de los pelos internos. Los pelos de las aristas comienzan a crecer de manera muy similar a los pelos de protección, pero a menos de la mitad de su longitud total, los pelos de las aristas comienzan a crecer delgados y ondulados como el pelo suelto. La parte proximal del pelo de la arista ayuda en la termorregulación (como el pelo hacia abajo), mientras que la parte distal puede derramar agua (como el pelo protector). La fina porción basal del pelo de la arista no permite la cantidad de piloerección que los pelos de protección más rígidos son capaces de realizar. Los mamíferos con pelos de protección y plumón bien desarrollados también suelen tener una gran cantidad de pelos de arista, que incluso a veces pueden ser la mayor parte del pelaje visible.

### Pelo protector
El pelo protector es la capa superior o exterior del pelaje. Los pelos de protección son más largos, generalmente más gruesos y tienen tallos casi rectos que sobresalen a través de la capa de cabello más suave. El extremo distal del pelo protector es la capa visible de la mayoría de los pelajes de los mamíferos. Esta capa tiene la pigmentación y el brillo más marcados, manifestándose como marcas de pelaje que se adaptan para camuflarse o exhibirse. El pelo protector repele el agua y bloquea la luz solar, protegiendo la capa interna y la piel en hábitats húmedos o acuáticos y de la radiación ultravioleta del sol. Los pelos de protección también pueden reducir la gravedad de los cortes o rasguños en la piel. Muchos mamíferos, como el perro y el gato domésticos, tienen un reflejo pilomotor que levanta los pelos de la guardia como parte de una exhibición de amenaza cuando se agita.

## Mamíferos con pelaje reducido

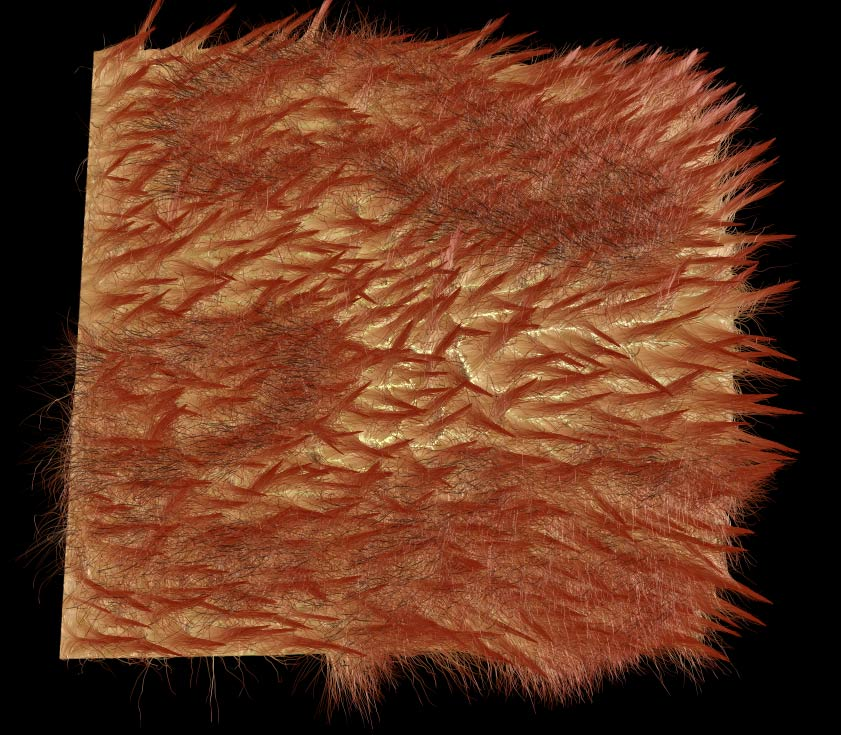
Imagen generada por computadora de piel mojada

El pelo es una de las características definitorias de los mamíferos; sin embargo, varias especies o razas tienen cantidades de pelaje considerablemente reducidas. Estos a menudo se llaman "desnudos" o "sin pelo".

### Selección natural
Algunos mamíferos naturalmente tienen cantidades reducidas de piel. Algunos mamíferos acuáticos o semiacuáticos como los cetáceos, los pinnípedos y los hipopótamos han evolucionado sin pelo, presumiblemente para reducir la resistencia a través del agua. La rata topo desnuda ha evolucionado sin pelo, quizás como una adaptación a su estilo de vida subterráneo. Dos de los mamíferos terrestres más grandes que existen, el elefante y el rinoceronte, son en gran parte lampiños. El murciélago sin pelo En su mayoría no tiene pelo, pero tiene pelos cortos y erizados alrededor del cuello, en los dedos delanteros de los pies y alrededor del saco de la garganta, junto con pelos finos en la membrana de la cabeza y la cola. La mayoría de los animales sin pelo no pueden exponerse al sol durante largos períodos de tiempo o permanecer en el frío durante demasiado tiempo.
Los humanos son la única especie de primates que ha sufrido una pérdida significativa de cabello. La calvicie de los humanos en comparación con las especies relacionadas puede deberse a la pérdida de funcionalidad en el pseudogén KRTHAP1 (que ayuda a producir queratina) mutación de función, lo que indica que es mucho más antiguo. Las mutaciones en el gen HR pueden provocar la pérdida completa del cabello, aunque esto no es típico en los humanos.
El pelo de oveja se conoce comúnmente como lana, en lugar de piel.

### Selección artificial
A veces, cuando se descubre un animal domesticado sin pelo, generalmente debido a una mutación genética natural, los humanos pueden cruzar intencionalmente a esos individuos sin pelo y, después de varias generaciones, crear razas sin pelo de forma artificial. Existen varias razas de gatos sin pelo, quizás la más conocida sea el gato Sphynx. Del mismo modo, existen algunas razas de perros sin pelo. Otros ejemplos de animales sin pelo seleccionados artificialmente incluyen el conejillo de indias sin pelo, el ratón desnudo y la rata sin pelo.

## Uso
El cuero de animales, o piel de animales con pelo, ha sido utilizado por los seres humanos durante milenios para la confección de prendas, decoración y otros fines prácticos. El proceso de curado, preparación y utilización del cuero de animales implica varias etapas distintas, cada una de las cuales requiere habilidades y técnicas específicas para garantizar que el cuero sea duradero, estéticamente atractivo y adecuado para su propósito previsto.

### Curado y conservación
El primer paso en la preparación del cuero es el curado, que es esencial para preservar las pieles y evitar su descomposición. El curado implica la eliminación de la humedad y asegurar que las pieles mantengan su flexibilidad. Tradicionalmente, este proceso comienza con el desollado del animal, seguido de la extracción de la carne y grasa de la piel. Después, las pieles se suelen salar para extraer cualquier humedad restante. La sal actúa como conservante al crear un ambiente inhóspito para bacterias y hongos que podrían causar la descomposición. Algunos métodos también emplean otros agentes curativos como el alumbre, que ayuda a mantener la textura y flexibilidad del cuero.
Una vez saladas, las pieles se secan y se almacenan en condiciones frescas y secas hasta su procesamiento posterior. En las prácticas modernas, a veces se utilizan productos químicos como los taninos en lugar del curado tradicional con sal, para ayudar a que las pieles conserven su suavidad y evitar que se endurezcan.

### Preparación
Después del curado, las pieles requieren una preparación adicional para hacerlas aptas para su uso. Este proceso, conocido como "vestir" o "aderezar", incluye la limpieza de las pieles para eliminar cualquier resto de carne, pelo o grasa. En los métodos tradicionales, este proceso se realiza manualmente o con máquinas que peinan y limpian suavemente el cuero. Posteriormente, el cuero se acondiciona para mejorar su textura, utilizando aceites o tratamientos especiales para restaurar su brillo y suavidad natural. En esta etapa, las pieles también pueden someterse a un proceso de "tinte" o "blanqueo" para obtener el color deseado. El proceso de teñido se realiza con cuidado para asegurar que el color penetre de manera uniforme en las fibras sin dañar la delicada textura del cuero.

### Utilización
El uso principal del cuero de animales a lo largo de la historia ha sido la creación de prendas de vestir, como abrigos, sombreros, guantes y bufandas. Las pieles se cosen o pegan entre sí, con el lado del pelo hacia afuera, para crear el producto final. El cuero también se utiliza para artículos decorativos como adornos, tapicería y accesorios. En tiempos modernos, las pieles sintéticas se usan a menudo en lugar de las de animales debido a motivos éticos o económicos. Sin embargo, el cuero real sigue siendo apreciado por su durabilidad, calor y sensación lujosa.
Además de su uso en la moda, el cuero también se utiliza en algunas aplicaciones industriales, como materiales de aislamiento y relleno en productos de alta gama, como asientos de automóviles o prendas especializadas diseñadas para temperaturas extremas. El cuero también se utiliza comúnmente en la creación de accesorios para instrumentos musicales, como los arcos de los instrumentos de cuerda o para el acolchado de ciertos instrumentos de alta gama.
El procesamiento del cuero requiere habilidades artesanales especializadas y un profundo conocimiento de los materiales, ya que cada tipo de piel se comporta de manera diferente y puede requerir un enfoque único para su preparación y uso. El curado, el aderezo y la utilización adecuados son esenciales para preservar la calidad del cuero y garantizar su funcionalidad en diversas aplicaciones.